# Корсаков, Николай Михайлович
Николай Михайлович Корсаков (21 декабря 1903,  Томск,  Российская империя — 19 сентября 1986, Киев, СССР) — советский военачальник, генерал-лейтенант авиации (19.04.1945).

## Биография
Родился 21 декабря 1903 года в городе Томск. Русский. В РККА с 20 мая 1920 года - курсант  1-х Сибирских пехотных курсов комсостава РККА, реорганизованных 31 декабря 1920 года в 24-ю пехотную Омскую школу комсостава. С 1922 года после окончания школы служит  командиром взвода,  роты и батальона в 57-й Московской стрелковой дивизии. Член ВКП(б) с 1925 года. В 1930 году поступает в  Военную академию РККА и после её окончания служит на штабных должностях в  частях ВВС РККА. В  1939—1940 гг.  полковник Корсаков принимает участие в  Советско-финской войне, за боевые отличия в которой был награждён орденом Красной Звезды. С июля 1940 года принял участие в формировании, а с августа того же года возглавил штаб  40-й дальне-бомбардировочной авиационной дивизии.
С началом Великой Отечественной войны в прежней должности. Части дивизии базировались на аэродромах Рыбинск, Калязин. Затем она была переброшена в Рязань на аэродром Дягилево. В сентябре — октябре части дивизии вели боевую работу в направлении Старая Русса, затем на подступах к Москве. Для постановки боевых задач и контроля боевой работы частей дивизии Корсаков многократно вылетал на оперативные аэродромы откуда непосредственно   руководил экипажами бомбардировщиков вылетавших на боевые задания. За успешные бомбардировки вражеских войск  на переправах через  реки Западная Двина и Березина, по моторизированным войскам противника под Москвой, Ленинградом, Псковом, Орлом, Конотопом,  Великих Луках, полковник Корсаков был награждён  орденом Красного Знамени.
В июле 1943 года генерал-майор авиации Корсаков был назначен начальником штаба 17-й воздушной армией. Руководя штабом армии принимал участие в Курской битве, действуя вместе с частями Воронежского фронта. В августе участвовал в боях на правобережной Украине, к западу от Харькова. Поддерживала наземные войска в Донбасской операции. Осенью поддерживал авиацией освобождение Южной Украины и сыграл значительную роль в срыве плана германского командования по разрушению дамбы Днепрогэса. Весной 1944 года части 17-й воздушной армии принимали участие в боях за освобождение Одессы. Следующим важным пунктом  его боевого пути является участие в Яссо-Кишинёвской наступательной операции в август 1944 года, в ходе которой от немецких войск были освобождены территории Молдавии и Румынии. После этого  участвовал в освобождении Болгарии, Югославии, Венгрии, Австрии (Венская и Грацско-Амштеттенская операции). Помимо освобождения этих стран от немецких захватчиков, 17-я воздушная армия внесла значительный вклад в формирование и становление двух авиационных дивизий югославских ВВС. В конце войны штаб армии принимал участие в боях на территории Венгрии и Австрии, закончив свой путь в Чехословакии. За успешное планирование и осуществление боевых операций  Армии во время  войны, начальник штаба 17-й воздушной армии Корсаков был награждён полководческими орденами Суворова и Кутузова, а также болгарскими, венгерскими,  румынскими и югославскими боевыми наградами.
За время войны генерал  Корсаков был 11 раз персонально упомянут в благодарственных в приказах Верховного Главнокомандующего.
После окончания войны генерал-лейтенант авиации Корсаков служит в Центральной группе войск в прежней должности. С 10 января 1949 года - начальник штаба 69-й воздушной армии Киевского военного округа. 24 января 1953 года генерал-лейтенант авиации Корсаков уволен в запас. Проживал в Киеве.
Умер 19 сентября 1986 года в Киеве, похоронен там же на Лукьяновском кладбище. 

## Награды
- орден Ленина (06.11.1945)[5][6]
- четыре ордена Красного Знамени (24.02.1942[7], 17.09.1943[8],  03.11.1944[6][9], 15.11.1950[6][10])
- орден Кутузова I степени (28.04.1945)[11]
- орден Суворова II степени (13.09.1944)[12]
- орден Кутузова II степени (19.03.1944)[13]
- орден Отечественной войны I степени (28.04.1945[14], 06.04.1985[15])
- орден Красной Звезды (07.04.1940)[16]
- медали в том числе:
  - «За оборону Москвы» (04.12.1944)[17]
  - «За победу над Германией в Великой Отечественной войне 1941—1945 гг.» (1945)[16]
  - «За взятие Будапешта» (1945)[16]
  - «За взятие Вены» (1945)[16]
  - «За освобождение Белграда» (1945)[16]
  - «Ветеран Вооружённых Сил СССР» (1976)
- знак «50 лет пребывания в КПСС» (1982)

Приказы (благодарности) Верховного Главнокомандующего в которых отмечен Н. М. Корсаков.
- За прорыв сильно укреплённой обороны противника юго-западнее Будапешта, овладение штурмом городами Секешфехервар и Бичке — крупными узлами коммуникаций и важными опорным пунктами обороны противника. 24 декабря 1944 года. № 218.
- За полное овладение столицей Венгрии городом Будапешт — стратегически важным узлом обороны немцев на путях к Вене. 13 февраля 1945 года. № 277.
- За отражение атаки одиннадцати танковых дивизий немцев юго-западнее Будапешта, переход в наступление, разгром танковой группы немцев и овладение городами Секешфехервар, Мор, Зирез, Веспрем, Эньинг. 24 марта 1945 года. № 306.
- За форсирование реки Раба, овладение городами Чорно и Шарвар — важными узлами железных дорог и сильными опорными пунктами обороны немцев, прикрывающими пути к границам Австрии. 28 марта 1945 года. № 314.
- За овладение городами Залаэгерсег и Кестель, Надьбайом, Бегене, Марцали и Надьятад — сильными опорными пунктами обороны немцев, прикрывающими нефтяной район Надьканижа. 30 марта 1945 года. № 320.
- За овладение городами Вашвар, Керменд, Сентготтард — важными опорными пунктами обороны немцев на реке Раба и, южнее озера Балатон, войска болгарской армии с боем заняли город Чурго. 31 марта 1945 года. № 322.
- За овладение городом Шопрон — крупным железнодорожным узлом и важным опорным пунктом обороны немцев на подступах к Вене. 1 апреля 1945 года. № 324.
- За овладение центром нефтяной промышленности Венгрии городом Надьканижа — важным узлом дорог и сильным опорным пунктом обороны немцев. 2 апреля 1945 года. № 327.
- За овладение на территории Австрии промышленным городом и крупным железнодорожным узлом Винер-Нойштадт и городами Эйзенштадт, Неункирхен, Глоггнитц — важными опорными пунктами обороны немцев на подступах к Вене. 3 апреля 1945 года. № 328.
- За овладение столицей Австрии городом Вена — стратегически важным узлом обороны немцев, прикрывающим пути к южным районам Германии. 13 апреля 1945 года. № 334.
- За овладение на территории Австрии городом Санкт-Пёльтен — важным узлом дорог и сильным опорным пунктом обороны немцев на реке Трайзен. 15 апреля 1945 года. № 336.

Других государств
 Болгария:
- орден Народной Республики Болгария III степени
- медаль «25 лет Народной власти»
- медаль «20 лет Болгарской народной армии» (22.08.1964)
- медаль «30 лет Болгарской народной армии» (14.09.1974)
- медаль «30 лет Победы над фашистской Германией» (1975)
- медаль «40 лет Победы над гитлеровским фашизмом» (16.05.1985)

 ВНР:
- орден Заслуг Венгерской Народной Республики III степени

 СР Румыния:
- орден Тудора Владимиреску II степени (01.10.1974)
- медаль «25 лет освобождения Румынии» (__.10.1969)
- медаль «30 лет освобождения Румынии» (18.11.1974)

 Югославия:
- орден Партизанской звезды I степени